# Гальвес Эгускиса, Педро
Педро Гальвес Эгускиса (исп. Pedro Gálvez Egúsquiza; 28 апреля 1822, Кахамарка — 23 августа 1872, Париж) — перуанский политический и государственный деятель, юрист, педагог, дипломат, либеральный политик, один из лидеров восстания 1854 года, Сенатор Перу (1868—1869). Премьер-министр Перу (1868—1869). Доктор права.

## Биография
Сын полковника. Образование получил в Университете Сан-Маркос.
В 1851—1852 годах был членом комиссии по разработке проекта Гражданского кодекса страны.
С 1850-х годов — на дипломатической работе. Был послом Перу в Новой Гранаде, Венесуэле и странах Центральной Америки (Гватемала , Коста-Рика, Сальвадор, Гондурас и Никарагуа, 1856—1857), Испании (1859), Франции (1860 и 1862—1864), Великобритании (1869—1875)
Занимал ряд ответственных постов, работал министром юстиции, культов и благотворительности Перу (1855), в 1862 году возглавлял министерство финансов и торговли, в 1868—1869 годах — министерство правительства, полиции и общественных работ.
С 2 августа 1868 по 13 апреля 1869 года — Премьер-министр Перу.
В 1866–1868 годах был назначен деканом юридического факультета Университета Сан-Маркос.
Известен, как автор указа об отмене податей с туземцев (1854).